# Coupe des Pays-Bas de football 1911-1912
Navigation
Coupe des Pays-Bas 1910-1911 Coupe des Pays-Bas 1912-1913
La Coupe des Pays-Bas de football 1911-1912, nommée la KNVB Beker, est la 14e édition de la Coupe des Pays-Bas.

## Déroulement de la compétition
Tous les tours se jouent en élimination directe. À chaque tour, un tirage au sort est effectué pour déterminer les adversaires.

## Finale
La finale se joue le 26 mai 1912 à Amsterdam, le HFC Haarlem bat le Vitesse Arnhem  2 à 0 et remporte son deuxième titre.